# ملحائيات عصوية
الملحائيات العصوية (الاسم العلمي: Halobacteriales) هي رتبة من العتائق تتبع طائفة الملحانية العصوية من شعبة العتائق العريضة.

## فصائل
- ملحائية عصوية